# Duos isposos a s'iscurigada
Duos isposos a s'iscurigada (in italiano: "Due sposi all'imbrunire ", conosciuta anche semplicemente come Duos isposos) è un tradizionale canto natalizio sardo, scritto da Pietro Casu ed è tratto dalla raccolta Cantones de Nadale (Canzoni di Natale), che il poeta compose, nel dicembre del 1927, in occasione della novena di Natale. I canti della raccolta furono presentati per la prima volta a Berchidda da una piccola orchestra e da un coro locali. Le cantones furono musicate dal sacerdote ozierese Agostino Sanna (1902-1982) che era stato organista e direttore della «Schola cantorum» nella Facoltà di teologia di Sassari.

## Storia
Benché fino al Concilio Vaticano II fosse prevista la celebrazione della novena in latino, il parroco di Berchidda aveva scritto i testi in logudorese, già nel 1927 quando, con la collaborazione del musicista Agostino Sanna, compose nove canti specifici per la preparazione al Natale, uno per ciascun giorno della novena. I canti sono ormai noti e fanno parte della tradizione natalizia in tutta la Sardegna, questi sono: Acculzu a Betlemme, Andhemus a sa grutta, A sos primos rigores, Candh' est nadu Gesus, Duos isposos a s'iscurigada, Glòria: it'est custa armonia?, In sa notte profundha, Naschid'est in sa cabanna e Notte de chelu.

## Testo
Il testo, che si compone di tre strofe (di otto versi ciascuna), descrive come trascorrono le ore che precedono la nascita di Gesù: Maria e Giuseppe assieme ad un asinello vanno in cerca di un posto in una locanda, ma sono rifiutati, sono dei derelitti respinti da tutti. Il bimbo, sovrano di tutti i mondi, sarebbe dovuto nascere in una casa reale, invece nasce sulla paglia, il dio umano. 

## Interpreti
- Antonella Ruggiero nel suo album I regali di Natale , 2010
- Various – Canti Religiosi Della Sardegna Vol.3, 2006 eseguita dal Coro Pedru Casu di Berchidda, Frorias